# Richard Sumner Cowan
Richard Sumner Cowan (Crawfordsville, Indiana, 23 de enero de 1921-Perth, 17 de noviembre de 1997) fue un botánico estadounidense.
Entre 1943 y 1948 sirvió en la Armada de su país en el Pacífico, y aún bajo el teatro de la guerra no dejó de coleccionar especímenes botánicos. Asentado en 1946 en Hawái, realizó un máster con la tesis sobre el género Neraudia, publicado en 1949.
En 1948 fue asistente botánico en el Jardín Botánico de Nueva York. Y participó de dos expediciones a Venezuela.
En 1952 obtuvo su doctorado en la Universidad de Columbia con su tesis sobre el género Macrolobium, que publicó en 1953. Entre 1954 y 1955 realizó dos excursiones a Guyana, Guyana Francesa y Brasil.
Entre 1957 y 1985 trabajó en el Departamento de Botánica del Instituto Smithsoniano.
Entre 1986 y 1997 fue a Perth, se casó con Roberta Ann Tobias, y estudió las Acacia y otras mimosoideas.
En julio de 1997 sufrió un ataque cardíaco, falleciendo en noviembre.

## Honores

### Eponimia
- (Lauraceae) Ocotea cowaniana C.K.Allen[2]

- (Malpighiaceae) Acmanthera cowanii W.R.Anderson[3]

- (Mimosaceae) Acacia cowaniana Maslin[4]
- La abreviatura «R.S.Cowan» se emplea para indicar a Richard Sumner Cowan como autoridad en la descripción y clasificación científica de los vegetales.[5]